# ピカトリクス
『ピカトリクス』（Picatrix）は、『ガーヤト・アル＝ハキーム』（غاية الحكيم）すなわち『賢者の極み』と題されたアラビア語の魔術書のラテン語版である。本書はそれまでの魔術と占星術とを総合・総説した書物である。序文によれば『ピカトリクス』は1256年にカスティーリャ王アルフォンソ10世の命によりアラビア語からスペイン語に翻訳された。その後アンダルシアの翻訳者の手によりアラビア語とスペイン語の両写本に基づくラテン語版が作られた。本書はアンダルシアの数学者マスラマ・イブン・アハマド・アル＝マジュリーティー en:Maslamah Ibn Ahmad al-Majriti の作とされてきたが、多くの人がこれに疑義を呈してきた。そのためこの著者は時として「偽マジュリーティー」と呼ばれる。元のアラビア語版はイベリア半島の学者によって12世紀中葉もしくは後半に作られたと推定され、本書中での著者の主張によれば224冊の書物から編纂されたという。ヨーロッパでは降霊術・黒魔術の書物と非難されることもあったが、ラテン語版は15世紀に広く流布し、マルシリオ・フィチーノらのルネサンスの自然魔術の典拠のひとつとなった。
最も有力な説明のひとつは本書を「護符魔術の手引書」とみなされるべきものとしている。別の研究者は、本書の種本は「9世紀・10世紀の近東で作られたヘルメス主義、サビアニズム、イスマーイール派、占星術、錬金術、魔術に関するアラビア語のテキスト群」であると述べ、本書は「アラビア語で記された最も完全な天界魔術の解説」であると要約している。エウジェニオ・ガリン en:Eugenio Garin によれば「事実上、ピカトリクスのラテン語版は、『ヘルメス選集』やアブー・マアシャル en:Abu Ma'shar al-Balkhi の著作と同等に、ルネサンスの所産の華やかな一面、たとえば造形美術を理解するのに不可欠である」。
本書は1400年代のマルシリオ・フィチーノから1600年代のトンマーゾ・カンパネッラに至る西欧の魔術思想に重要な影響を与えている。大英図書館にある写本は何人かの手に渡っており、過去の所有者はサイモン・フォアマン、リチャード・ネイピア en:Richard Napier、イライアス・アシュモール en:Elias Ashmole、ウィリアム・リリー en:William Lilly である。
1920年かその前後にヴィルヘルム・プリンツがアラビア語版を発見するまで、スペイン語版とラテン語版のみが西洋の学者に知られていた。

## 内容
この書物は四部に分かれており、著しく体系性に欠けた論述を呈している。ジャン・セズネック en:Jean Seznec は「ピカトリクスは嘆願者にとって吉となる時、所、姿勢、所作を指示する。かれは星への嘆願に択ぶべき言葉も示している」と述べている。例としてセズネックは土星の祈祷を再録し、この祈願についてのフリッツ・ザクスル en:Fritz Saxl の指摘に言及している。すなわちザクスルは、この祈願が示しているのは「ギリシア占星術のクロノスへの祈祷の口調であり、まさに他ならぬその用語である。これはピカトリクスの典拠が大部分ヘレニズム的なものであることのひとつの証左である」と述べる。

## 著者について、および表題の意味について
イスラーム圏の歴史家イブン・ハルドゥーンは『歴史序説』において『ピカトリクス』の著者を1005年と1008年の間に死去した数学者アル＝マジュリーティーとみなした。しかし著者はその発端を50年ほど後に定めている。他の人々は、ピカトリクスはアラビア語文献におけるブクラーティースまたはビクラーティースという名への転写を経たヒッポクラテスに帰するものと論じている。ラテン語テキストはブクラーティースという名をピカトリクスと翻訳するが、ブクラーティースが誰であるかを特定するものではない。これはヒポクラテスの名の転訛であると論じる人もいる が、本文中ヒポクラテスが Ypocras という名で言及されていることからこの説は不評となった。もっと説得力があるかもしれない別の説は、ピカトリクスはマスラマのラテン語形であると主張する。この説によれば、ラテン語の語根 picare はアラビア語のマスラマの語根 m-s-l の翻訳であり、「突き刺す、または蛇のように噛み付く」を意味している。これはピカトリクスとその著者とされたマスラマ・アル＝マジュリーティーとを強く結びつけるものであるが、本書の著述とアル＝マジュリーティーの死との年代の齟齬という問題は残る。

## 影響源
序文によれば著者はピカトリクスの作成において200点以上の文献を調べたという。しかし中近東の以下の三つが及ぼした影響は重要である。すなわち、ジャービル・イブン・ハイヤーン、イフワン・アル＝サファ en:Brethren of Purity　、そして『ナバテアの農業』という書物である。ジャービル・イブン・ハイヤーンの影響は、魔術実践から妖術的影響を除去し、この諸実践が神的起源をもつものと主張するという宇宙論的背景を成している。『ピカトリクス』の著者はジャービルの著作に酷似するネオプラトニズム的なヒュポスタシス（存立）の理論を用いている。

## 刊行
- Picatrix: Das Ziel des Weisen von Pseudo-Magriti, aus dem Arabischen ins Deutsche übersetzt von Hellmut Ritter und Martin Plessner [Picatrix: The Goal of the Wise Man by Pseudo-Magriti, translated from Arabic into German by Ritter and Plessner]. London: Warburg Institute, 1962 (=Studies of the Warburg Institute 27).
- David Pingree, The Latin Version of the Ghayat al-hakim, Studies of the Warburg Institute, University of London (1986),  ISBN 0854810692
  - review: Brian Vickers, Isis,  The History of Science Society,  University of Chicago Press (1990).
  - review: William R. Newman,  The Journal of the American Oriental Society (1993).
- Ouroboros Press has published the first English translation available in two volumes, Ouroborous Press (2002 Vol. 1 ASIN: B0006S6LAO) and (2008 Vol. 2)
- Béatrice Bakhouche, Frédéric Fauquier, Brigitte Pérez-Jean, Picatrix: Un Traite De Magie Medieval, Brepols Pub (2003), 388 p., ISBN 978-2-503-51068-2.
- Picatrix Books I & II, Renaissance Astrology Press {2009}, 140 p., ISBN 0557128994, English translation from Pingree's Latin critical edition by John Michael Greer & Christopher Warnock.